# 劉建緒
劉 建緒（りゅう けんしょ、繁体字: 劉建緒; 簡体字: 刘建绪; 拼音: Liú Jiànxù; ウェード式: Liu Chien-hsü）は、中華民国の軍人・政治家。湖南陸軍（湘軍）出身で、後に国民革命軍に加入した。何鍵の側近的存在であった。字は恢先。

## 事跡

### 湘軍での台頭
長沙長郡中学に入学していたが、辛亥革命勃発後は湖南陸軍（湘軍）第1師に加入した。その後、陸軍第二予備学校に入学・卒業し、保定陸軍軍官学校第3期砲兵科に進学している。このとき、何鍵と同期であった。1916年（民国5年）に卒業して湖南に戻った。
1917年（民国6年）に孫文（孫中山）により護法運動が開始され、北京政府の段祺瑞が鎮圧のために大軍を南方へ派遣してくる。劉建緒は何鍵と共に護法運動を支持する湘軍総司令程潜の配下となり、北軍を迎撃した。1919年（民国8年）、何と共に唐生智配下に転じ、趙恒惕の派閥に属することになった。1923年（民国12年）の譚趙之戦において、劉は譚延闓派の蔡巨猷軍撃破に貢献、これにより第27団団長に昇進している。
1926年（民国15年）夏、唐生智が国民革命軍に易幟し、第8軍軍長に任命されると、何鍵は同軍第1師師長、劉建緒は第1師第4旅旅長に昇進した。劉率いる旅は武漢攻略で軍功をあげ、翌年4月には何率いる第35軍で第2師師長兼副軍長に昇進している。まもなく、唐が反蔣介石戦争（寧漢戦争）に敗北・下野したため、何と劉は新広西派（新桂系）と和解、湖南に駐屯した。その後、劉は湖南清郷第3区指揮官代理、第19師副師長、湘贛両省剿匪総指揮部第5路総司令を歴任している。
新広西派が蔣介石と対立する傾向を強めると、何鍵と劉建緒は蔣介石に拠る姿勢に転じる。同年2月に何鍵は湖南省政府主席に任ぜられ、劉建緒は第19師師長に昇進した。蔣桂戦争では劉は討逆軍第4路軍第2縦隊司令に任ぜられ、新広西派の軍勢と交戦している。1930年（民国19年）秋に第28軍軍長に昇進し、第1次中国共産党（紅軍）掃討（1930年12月）、第2次掃討（1931年4～5月）に参加する。1933年（民国22年）7月には、贛粤湘鄂剿匪西路軍第1縦隊司令として第5次掃討に参加した。

### 日中戦争、福建省政府主席
1935年（民国24年）9月、何鍵が湖南省政府主席を罷免されると、劉建緒は第4路軍総指揮として江蘇・浙江方面へ動員される。同年11月の中国国民党第5回全国代表大会で中央執行委員候補に選出された。翌年9月には陸軍上将の位を授与され、同年冬には閩浙皖贛辺区綏靖主任として衢州に駐屯している。
日中戦争（抗日戦争）が勃発すると、劉建緒は第10集団軍総司令に任命され、浙江の海防を担当した。9月、上海へ増援として派遣され、10月には張発奎の後任として右翼軍総司令を務める。劉は懸命に抗戦したが日本軍の火力の前に圧倒され、大損害を被って衢州まで後退した。12月、第23軍団軍団長に昇進している。その後は日本軍と交戦する機会はほとんどなかったものの、1940年（民国29年）7月、第3戦区副司令長官に昇進している。その間、劉は浙江省政府主席黄紹竑と交遊し、政治的にも良く連携した。
1941年（民国30年）8月、劉建緒は陳儀の後任として福建省政府主席に任命され、あわせて第25集団軍総司令に任ぜられた。しかし、まもなく集団軍総司令の地位は部下の李覚（湘軍出身）に移り、劉の軍指揮権は剥奪されてしまう。1945年（民国34年）、国民党第6期中央執行委員に選出された。福建省政府主席としての劉は、前任者が確立した行政制度や登用した人材を活用して大きな変更を加えず、また、外省人としての立場を踏まえて強権行使の回避に極力努めている。その結果、劉の福建統治は7年の長期にわたり、しかも省内秩序の混乱を滅多に引き起こさなかった。

### 晩年
1948年（民国37年）9月、国共内戦の帰趨がほぼ定まったのを見て、劉建緒は福建省政府主席を自ら辞任、戦略顧問委員会委員に転じた。翌年初めに劉は引退し、まもなく香港に移る。同年8月、竜雲・黄紹竑ら44人の名士と共に中国共産党支持表明を発した。しかし劉自身は新政権に参加せず、1951年秋に家族と共にブラジルへ移住した。
1978年3月22日、ブラジルで病没。享年87（満85歳）。